# Pemmican Bluff
Das Pemmican Bluff ist ein kurzes und markantes Felsenkliff im westantarktischen Ellsworthland. In den Jones Mountains ragt es am Westrand des Basecamp Valley unmittelbar westlich des Pillsbury Tower auf.
Die Mannschaft der University of Minnesota, die von 1960 bis 1961 die Jones Mountains erkundete, kartierte das Kliff. Sie benannte es, da das komplexe Vulkangestein an der steilen Nordwand eine Marmorierung aufweist, die in Farbe und Struktur an Pemmikan erinnert.